# Hamed Karoui
Hamed Karoui (Susa, 30 de diciembre de 1927-ib., 27 de marzo de 2020) fue un político tunecino, 9.º primer ministro de Túnez entre 1989 y 1999, militante del Partido Socialista Destourian del que fue secretario general (1987-1988) en la época que fue la Agrupación Constitucional Democrática.
Anteriormente, Karoui había ocupado diversos cargos más en el Gobierno tunecino, siendo ministro de Justicia durante 1988 y 1989, y también fue ministro de Juventud y Deportes de Túnez entre los años 1986 y 1987.

## Biografía

### Juventud y formación
Comenzó su educación de primaria y secundaria en su pueblo natal Susa. A los 15 años, Karouise se unió al Neo-Destour —Nuevo Partido Constitucional Liberal—, a la Unión General de Estudiantes Tunecinos (UGET) y también se unió a la organización de scouts de Túnez, donde a sus 17 años fue ascendido a gerente de distrito. También fue el responsable de la edición del periódico de Al Kifah.
En junio de 1946, dejó sus trabajos en Túnez para trasladarse a París y poder estudiar en la Facultad de Medicina de París, donde obtuvo un doctorado y un certificado de especialidad en neumofisiología. Durante su doctorado, fue elegido sucesivamente presidente destouriano de París, presidente de la Federación Destouriana de Francia y secretario general de la UGET. También representó el movimiento estudiantil en dos conferencias internacionales celebradas en las ciudades Praga y Colombo.
En el año 1957, en su vuelta a Túnez, fue contratado en el Hospital Regional de Susa para trabajar como especialista en medicina respiratoria y fue el jefe de departamento.
Posteriormente, fue el presidente del los clubes de fútbol Stade soussien entre 1962 y 1963 y el presidente del Étoile Sportive du Sahel entre los años 1963 y 1981.

### Carrera política
Karoui, comenzó su carrera política en su ciudad natal, siendo miembro del comité de coordinación de Susa, concejal de Susa entre los años 1957 y 1972.Posteriormente se convirtió en alcalde de la ciudad de Susa en el año 1985 hasta 1988. En 1964, también fue elegido diputado en representación de la ciudad de Susa en la Asamblea Nacional de Túnez y reelegido en las elecciones de 1981, 1986 y 1989. Durante estos periodos fue elegido vicepresidente de la Asamblea Nacional de Túnez desde 1983 a 1986.

#### Cargos en partidos políticos
Hamed Karoui fue elegido miembro del Comité Central del Partido Socialista Destouriano (PSD), en el Congreso de 1977 y su cargo fue renovado en 1979. El día 17 de octubre de 1987, fue nombrado director de la División del sector privado y confirmado el cargo el 8 de diciembre de 1987 por el nuevo presidente Zine El Abidine Ben Ali en el Congreso de julio de 1988. El también contribuyó a la organización de la reunión del Comité Central celebrada el 27 y el 28 de febrero de 1988, en la que el Partido Socialista Destouriano cambia su nombre, y pasa a ser llamado Agrupación Constitucional Democrática (RCD), en este congreso fue elegido al comité central del nuevo partido político y el 13 de abril de 1989, se designó como nuevo miembro del Buró Político, donde regularmente se confirmó su cargo hasta el 5 de septiembre de 2008. También ocupó un nuevo cargo como vicepresidente de la Agrupación Constitucional Democrática desde el 9 de octubre de 1989 y vicepresidente sénior del 26 de enero de 2001 al 5 de septiembre de 2008.

#### Cargos en el Gobierno
Karoui entró en Gobierno y política de Túnez, siendo ministro de Juventud y Deporte nombrado por Habib Burguiba y Mohamed Mzali entrando en el Gabinete por Rachid Sfar, desde el día 7 de abril de 1986 al 27 de octubre de 1987, siendo sustituido por el nuevo ministro Fouad Mebazaa. 
Después de la llegada del nuevo presidente de Túnez Zine El Abidine Ben Ali tras el golpe de Estado el 7 de noviembre de 1987, Karoui fue ministro delegado ante el primer ministro como jefe de la División del sector privado, siendo el entonces ministro de Justicia, desde el 24 de julio de 1988 hasta el 28 de septiembre de 1989. 
El 27 de septiembre del mismo año, Karoui obtiene un nuevo cargo en el Gobierno de Túnez sosteniendo la cartera de Justicia hasta su nombramiento por el presidente Zine El Abidine Ali como primer ministro de la República de Túnez, sustituyendo a Hédi Baccouche. Cargo que ocupó durante diez años habiendo sido el primer ministro con más años en el cargo, hasta que el día 17 de noviembre de 1999, fue reemplazado como primer ministro por Mohamed Ghannouchi.

### Últimos años y fallecimiento
El 31 de octubre de 2007, se sometió a una operación de corazón abierto a una triple cirugía de baipás coronario en el Hospital de la Pitié-Salpêtrière en París. De ello se desprende un ataque al corazón que se produjo el 28 de octubre mientras él se dedicaba a la caza.
Falleció a los noventa y dos años el 27 de marzo de 2020.

## Controversias
Hamed Karoui es parte de una lista de diez políticos tunecinos perseguidos por la justicia tunecina por malversación de fondos públicos y abuso de autoridad a raíz de una denuncia presentada por 25 abogados tunecinos. La lista también incluye a Mohamed Ghariani, Abdalá Kallel, Chalghoum Ridha, Abderrahim Zouari, M'dhaffer Zouheir, Chédli Neffati, Abdelaziz Ben Dhia, Kamel Morjane y Abdelwahab Abdallah.

## Familia
Hamed Karoui es el hermano del exministro del gobierno de Túnez Ahmed Ben Salah: y su tío el ensayista y banquero Hakim Karoui.

## Condecoraciones
- Gran Cordón de las órdenes de la Independencia de la República de Túnez.